# Glashütten (Taunus)
Glashütten é um município da Alemanha, situado no distrito do Alto Taunus, no estado de Hesse. Tem 27,11 km² de área, e sua população em 2019 foi estimada em 5.325 habitantes.